# 2027
2027 （二千二十七、二〇二七、にせんにじゅうなな）は、自然数また整数において、2026の次の数で2028の前の数である。

## 性質
- 2027は307番目の素数である。1つ前は2017、次は2029。
  - 約数の和は2028。
- 2027と2029は62番目の双子素数である。1つ前は (1997, 1999) 、次は (2081, 2083) 。
- 38番目の安全素数である。1つ前は1907、次は2039。
- 63番目のスーパー素数である。1つ前は1913、次は2063。
- 末尾の2桁が27の8番目の素数である。1つ前は1627、次は2927。(オンライン整数列大辞典の数列 A268860)
- 1/2027 の循環節の長さ1013の循環小数である。
  - 逆数が循環小数になる数で循環節が1013になる最小の数である。次は4054。
- 2027 = 12 + 12 + 452 = 32 + 132 + 432 = 112 + 152 + 412 = 152 + 292 + 312 = 192 + 212 + 352 = 212 + 252 + 312
  - 3つの平方数の和6通りで表せる182番目の数である。1つ前は1993、次は2037。(オンライン整数列大辞典の数列 A025326)
- 2027 = 32 + 132 + 432 = 112 + 152 + 412 = 152 + 292 + 312 = 192 + 212 + 352 = 212 + 252 + 312
  - 異なる3つの平方数の和5通りで表せる139番目の数である。1つ前は2022、次は2050。(オンライン整数列大辞典の数列 A025343)
- 2027 = 33 + 103 + 103
  - 3つの正の数の立方数の和で表せる247番目の数である。1つ前は2024、次は2059。(オンライン整数列大辞典の数列 A003072)
  - 3つの正の数の立方数の和1通りで表せる233番目の数である。1つ前は2024、次は2059。(オンライン整数列大辞典の数列 A025395)
  - 3つの正の数の立方数の和で表せる47番目の素数である。1つ前は2017、次は2069。(オンライン整数列大辞典の数列 A007490)
- 各位の和が11になる135番目の数である。1つ前は2018、次は2036。
  - 素数において数字和も素数になる158番目の数である。1つ前は2003、次は2029。

## その他 2027 に関連すること
- 西暦2027年
- 2027 (にいまるにいなな) とはJPSが開発したパチスロ。
  - 同社の5号機パチスロ、2027II (にいまるにいななセカンド) 。